# Hjertebladet gåsefod
Hjertebladet Gåsefod (Chenopodium hybridum) er en 20-100 cm høj urt, der vokser omkring bebyggelse og på agerjord.

## Beskrivelse
Hjertebladet Gåsefod er en opret, enårig plante, der er svagt melet og med en ubehagelig lugt. Stænglen er kantet og hovedsagelig grenet i den øvre del. Bladene er friskgrønne og mere eller mindre hjerteformede med 1-3 meget store tænder eller lober.
Arten blomstrer i juli-august med endestillede og sidestillede blomsterstande, der er kvastformede eller sjældnere kompakte og aksformede. Blosteret åbner sig ved frugtsætning og er kølet. Frugten er en nød, der er 1,6 - 2,2 mm i diameter og fladtrykt og kredsrund. Den sidder vandret i bægeret og har afrundet kant. Frugterne falder for det meste af uden medfølgende bæger. Frøgemmet er fast tilhæftet frøet, der er mat sort og med dybe ensartede gruber.

## Voksested
Hjertebladet Gåsefod vokser på forstyrret og mest kalkholdig bund. Den ses hist og her på Lolland, Falster og i København, mens den i øvrigt er temmelig sjælden på Øerne. Arten er meget sjælden i Jylland. Kan træffes i haver, parker, langs veje og på dyrket jord.
| Portal | Portal:Botanik |